# Gabriela Cé
Gabriela Vianna Cé (Porto Alegre, 3 de março de 1993) é uma tenista profissional brasileira.
Em sua carreira, Cé ganhou oito títulos em simples e seis em duplas, na turnê ITF. Em 3 de novembro de 2014, alcançou seu melhor ranking simples de número 225. Em 18 de agosto de 2014, ela alcançou a posição número 301 no ranking de duplas.
No final de novembro de 2015, atuando ao lado da experiente paraguaia Veronica Cepede, Cé foi campeã de duplas do WTA de Carlsbad, nos Estados Unidos. Na decisão, elas venceram Oksana Kalashnikova, da Géorgia, e a alemã Tatjana Maria, cabeças de chave número 1 do torneio, com parciais de 1/6, 6/4 e 10/8. Esse foi o oitavo título da carreira de Cé, sendo o primeiro em uma competição do circuito da WTA.

## ITF finais (14–18)

### Simples (8–5)
| Legenda           |
| ----------------- |
| $100,000 torneios |
| $75,000 torneios  |
| $50,000 torneios  |
| $25,000 torneios  |
| $15,000 torneios  |
| $10,000 torneios  |

| Finais por piso |
| --------------- |
| Duro (1–1)      |
| Saibro (7–4)    |
| Grama (0–0)     |
| Carpete (0–0)   |

| Posição | N. | Data                   | Torneio                       | Piso   | Oponente                 | Placar             |
| ------- | -- | ---------------------- | ----------------------------- | ------ | ------------------------ | ------------------ |
| Vice    | 1. | 7 de novembro de 2011  | Salvador, Brasil              | Duro   | Doménica González        | 6–3, 3–6, 2–6      |
| Campeã  | 1. | 26 de março de 2012    | Ribeirão Preto, Brasil        | Saibro | Natasha Fourouclas       | 6–1, 6–0           |
| Vice    | 2. | 23 de abril de 2012    | São Paulo, Brasil             | Saibro | Gabriela Paz             | 4–6, 2–6           |
| Campeã  | 2. | 3 de junho de 2013     | Santos, Brasil                | Saibro | Ana Clara Duarte         | 7–6(7–2), 6–2      |
| Vice    | 3. | 29 de julho de 2013    | São Paulo, Brasil             | Saibro | Bianca Botto             | 6–7(2–7), 7–5, 2–6 |
| Campeã  | 3. | 4 de novembro de 2013  | São José do Rio Preto, Brasil | Saibro | Carolina Alves           | 6–2, 4–6, 7–5      |
| Campeã  | 4. | 11 de novembro de 2013 | São José do Rio Preto, Brasil | Saibro | Nathália Rossi           | 7–6(7–3), 6–3      |
| Campeã  | 5. | 25 de novembro de 2013 | São Paulo, Brasil             | Saibro | Andrea Benítez           | 7–6(7–5), 7–5      |
| Campeã  | 6. | 17 de março de 2014    | Santiago, Chile               | Saibro | Fernanda Brito           | 6–3, 7–5           |
| Vice    | 4. | 24 de março de 2014    | Ribeirão Preto, Brasil        | Saibro | Victoria Bosio           | 0–6, 5–7           |
| Campeã  | 7. | 7 de abril de 2014     | São José do Rio Preto, Brasil | Saibro | Paula Cristina Gonçalves | 1–1, ret.          |
| Campeã  | 8. | 21 de julho de 2014    | Campos do Jordão, Brasil      | Duro   | Eduarda Piai             | 6–3, 6–2           |
| Vice    | 5. | 28 de julho de 2014    | Bad Saulgau, Alemanha         | Saibro | Maryna Zanevska          | 0–6, 4–6           |

### Duplas (6–13)
| Legenda           |
| ----------------- |
| $100,000 torneios |
| $75,000 torneios  |
| $50,000 torneios  |
| $25,000 torneios  |
| $15,000 torneios  |
| $10,000 torneios  |

| Finais por Piso |
| --------------- |
| Duro (0–1)      |
| Saibro (6–12)   |
| Grama (0–0)     |
| Carpete (0–0)   |

| Posição | N.  | Data                   | Torneio                       | Piso   | Parceira               | Oponentes                                       | Placar           |
| ------- | --- | ---------------------- | ----------------------------- | ------ | ---------------------- | ----------------------------------------------- | ---------------- |
| Campeã  | 1.  | 25 de outubro de 2010  | Itu, Brasil                   | Saibro | Vivian Segnini         | Flávia Dechandt Araújo Carla Forte              | 6–0, 6–4         |
| Campeã  | 2.  | 28 de março de 2011    | Ribeirão Preto, Brasil        | Saibro | Irina Khromacheva      | Monique Albuquerque Isabela Miró                | 6–2, 6–4         |
| Campeã  | 3.  | 25 de april de 2011    | São Paulo, Brasil             | Saibro | Carla Forte            | Isabela Miró Nathália Rossi                     | 7–6(7–5), 6–4    |
| Vice    | 1.  | 19 de setembro de 2011 | São Paulo, Brasil             | Saibro | Flávia Guimarães Bueno | María Irigoyen Carla Lucero                     | 6–7(10–12), 4–6  |
| Campeã  | 4.  | 3 de outubro de 2011   | São Paulo, Brasil             | Saibro | Maria Fernanda Alves   | Flávia Dechandt Araújo Paula Cristina Gonçalves | 6–2, 6–4         |
| Vice    | 2.  | 10 de outubro de 2011  | São Paulo, Brasil             | Saibro | Cecilia Costa Melgar   | Maria Fernanda Alves Karina Venditti            | 2–6, 4–6         |
| Vice    | 3.  | 17 de outubro de 2011  | Goiânia, Brasil               | Saibro | Maria Fernanda Alves   | Jazmín Britos Carla Lucero                      | 6–0, 4–6, [6–10] |
| Campeã  | 5.  | 26 de março de 2012    | Ribeirão Preto, Brasil        | Saibro | Carla Forte            | Isabella Robbiani Carolina Zeballos             | 6–1, 3–6, [10–7] |
| Vice    | 4.  | 2 de abril de 2012     | Ribeirão Preto, Brasil        | Duro   | Carla Forte            | Fernanda Brito Raquel Piltcher                  | 3–6, 7–5, [7–10] |
| Vice    | 5.  | 23 de abril de 2012    | São Paulo, Brasil             | Saibro | Carla Forte            | Ana Clara Duarte Gabriela Paz                   | 7–5, 3–6, [5–10] |
| Vice    | 6.  | 4 de junho de 2012     | Santos, Brasil                | Saibro | Raquel Piltcher        | Eduarda Piai Karina Venditti                    | 3–6, 6–7(4–7)    |
| Vice    | 7.  | 26 de agosto de 2013   | Fleurus, Bélgica              | Saibro | Daniela Seguel         | Irina Khromacheva Diāna Marcinkēviča            | 4–6, 3–6         |
| Campeã  | 6.  | 4 de novembro de 2013  | São José do Rio Preto, Brasil | Saibro | Nathália Rossi         | Carolina Alves Juliana Rocha Cardoso            | 6–3, 6–4         |
| Vice    | 8.  | 11 de novembro de 2013 | São José do Rio Preto, Brasil | Saibro | Nathália Rossi         | Suellen Abel Eduarda Piai                       | 3–6, 6–7(3–7)    |
| Vice    | 9.  | 25 de novembro de 2013 | São Paulo, Brasil             | Saibro | Lee Pei-chi            | Nathaly Kurata Eduarda Piai                     | 1–6, 6–1, [8–10] |
| Vice    | 10. | 24 de março de 2014    | Ribeirão Preto, Brasil        | Saibro | Eduarda Piai           | Maria Fernanda Alves Ana Clara Duarte           | 4–6, 6–4, [9–11] |
| Vice    | 11. | 31 de março de 2014    | São José dos Campos, Brasil   | Saibro | Eduarda Piai           | Maria Fernanda Alves Paula Cristina Gonçalves   | 6–7(0–7), 5–7    |
| Vice    | 12. | 23 de junho de 2014    | Périgueux, França             | Saibro | Florencia Molinero     | Andrea Gámiz Sara Sorribes Tormo                | 7–5, 4–6, [8–10] |
| Vice    | 13. | 9 de março de 2015     | São José dos Campos, Brasil   | Saibro | Laura Pigossi          | Carolina Alves Victoria Bosio                   | 6–7(3–7), 4–6    |

## Fed Cup participações

### Duplas
| Edição                                     | Estágio                                              | Data                   | Local                   | Adversário | Piso   | Parceira            | Oponentes                                 | V/D | Placar         |
| ------------------------------------------ | ---------------------------------------------------- | ---------------------- | ----------------------- | ---------- | ------ | ------------------- | ----------------------------------------- | --- | -------------- |
| Fed Cup de 2014 Zona das Américas Grupo I  | Fed Cup Zona das Américas Grupo I – Grupo B\|R/R     | 5 de fevereiro de 2014 | Lambaré, Paraguai       | Ecuador    | Saibro | Laura Pigossi       | Doménica González Charlotte Römer         | V   | 6–4, 6–4       |
| Fed Cup de 2014 Zona das Américas Grupo I  | Fed Cup Zona das Américas Grupo I – Grupo B\|R/R     | 6 de fevereiro de 2014 | Lambaré, Paraguai       | Bahamas    | Saibro | Laura Pigossi       | Nikkita Fountain Larikah Russell          | V   | 6–2, 6–2       |
| Fed Cup de 2014 Grupo Mundial II Play-offs | P/O                                                  | 20 de abril de 2014    | Catanduva, Brasil       | Suíça      | Saibro | Laura Pigossi       | Belinda Bencic Viktorija Golubic          | D   | 2–6, 2–6       |
| Fed Cup de 2015 Zona das Américas Grupo I  | 2015 Fed Cup Zona das Américas Grupo I – Pool A\|R/R | 5 de fevereiro de 2015 | San Luis Potosí, México | Chile      | Duro   | Beatriz Haddad Maia | Fernanda Brito Bárbara Gatica             | V   | 6–0, 6–2       |
| Fed Cup de 2015 Zona das Américas Grupo I  | 2015 Fed Cup Zona das Américas Grupo I – Pool A\|R/R | 6 de fevereiro de 2014 | San Luis Potosí, México | Colômbia   | Duro   | Beatriz Haddad Maia | María Fernanda Herazo María Paulina Pérez | D   | 6–3, 4–5, ret. |